# Lijst van beschermde stadsgezichten in Lier
Een overzicht van beschermde stadsgezichten in Lier, deze maken deel uit van het onroerend erfgoed en het cultureel erfgoed in België.
| Object                                                                | Adres | Deelgemeente  | Datum      | ID    | Afbeelding |
| --------------------------------------------------------------------- | --- | ------------- | ---------- | ----- | ---------- |
| Eenheidsbebouwing van eclectische burgerhuizen                        | Baron Opsomerlaan 33-40, 41                                                                                                 | Lier          | 24/10/1995 | 5006  |            |
| Kazerne Kwartier Cdt Dungelhoeff: voorgebouwen                        | Baron Opsomerlaan, Paradeplein 2, 2B                                                                                        | Lier          | 24/10/1995 | 5010  |            |
| Geheel van straatgevels en aansluitende bedaking                      | De Heyderstraat 16-44, Kluizestraat 39                                                                                      | Lier          | 08/03/1993 | 4608  |            |
| Begijnhofstraat met aanpalende bebouwing                              | Begijnhofstraat, Bles, Kalkovenstraat, Zimmerplein                                                                          | Lier          | 17/12/1980 | 7437  |            |
| Omgrachte domein Hagenbroekshof                                       | Hondstraat 28 | Lier          | 24/10/1995 | 4675  |            |
| Sint-Jacobsgasthuis De Son met omgeving                               | Huibrechtstraat 33 | Lier          | 07/09/1979 | 7471  |            |
| Refugiehuis abdij van Nazareth, kazernegebouwen en omgeving           | Blokstraat, Huibrechtstraat, Wijngaardstraat                                                                                | Lier          | 07/09/1979 | 7482  |            |
| Geheel van straatgevels en aansluitende bedaking                      | Bril 27-29, Deensestraat 7, Kloosterstraat 1-2, 3-15, Volmolenstraat 64-72                                                  | Lier          | 08/03/1993 | 4588  |            |
| Geheel van straatgevels en aansluitende bedaking                      | Antwerpsestraat 63, Kolveniersvest 2-20                                                                                     | Lier          | 08/03/1993 | 4599  |            |
| Kasteel Ringenhof: kasteeldomein                                      | Mechelsesteenweg | Lier          | 24/10/1995 | 4984  |            |
| Mosdijk                                                               | Mosdijk 1-18 | Lier          | 08/03/1993 | 4649  |            |
| Jezuïetenhoeve                                                        | Neerloop 12-13 | Lier          | 24/10/1995 | 4985  |            |
| Abdij Onze-Lieve-Vrouw van Nazareth: omgeving                         | Nazarethdreef 101 | Lier          | 03/06/1986 | 7491  |            |
| Lantaarnstraat: herberg Paardendrink met omgeving                     | Lantaarnstraat 35-37, 38-39, 40-44                                                                                          | Lier          | 08/03/1993 | 4656  |            |
| Domein Ravensteenhof                                                  | Kesselsesteenweg, Marnixdreef, Ravenstijn 1                                                                                 | Lier          | 24/10/1995 | 4999  |            |
| Smidse Declerck                                                       | Rechtestraat 17 | Lier          | 01/03/1978 | 7456  |            |
| Rechtestraat, Hoogbrug en Neteboord tussen Rechtestraat en Kerkstraat | Kerkstraat, Rechtestraat | Lier          | 08/03/1993 | 4554  |            |
| Sint-Gummarusstraat: geheel van straatgevels en aansluitende bedaking | Sint-Gummarusstraat 2-4, 5-32, 33                                                                                           | Lier          | 08/03/1993 | 4615  |            |
| Jezuïetenklooster                                                     | Gasthuisvest 50 | Lier          | 08/03/1993 | 4597  |            |
| Klooster Engelse Theresianen                                          | Kerkstraat 1-11 | Lier          | 08/03/1993 | 4650  |            |
| Vredeberg                                                             | Abtsherbergstraat, Vredebergstraat 2-10, 11-16, 18-26                                                                       | Lier          | 08/03/1993 | 4639  |            |
| Burgerhuizen                                                          | Werf 2-10 | Lier          | 01/03/1978 | 4435  |            |
| Neoclassicistisch landhuis met omliggende tuin en ijzeren hekwerk     | Dorpsstraat 36 | Koningshooikt | 24/10/1995 | 4663  |            |
| Parochiekerk Heilige Familie en pastorie met tuin                     | Berlaarsesteenweg | Lier          | 18/06/2009 | 7658  |            |
| Grote Markt en omgeving                                               | Eikelstraat, Felix Timmermansplein, Florent Van Cauwenberghstraat, Grote Markt, Koning-Albertstraat, Rechtestraat, Vismarkt | Lier          | 03/05/2018 | 97677 |            |